# آرتور مابیلون
آرتور مابیلون (فرانسوی: Arthur Mabillon‎; ۱۳ اکتبر ۱۸۸۸ – ۱۳ اکتبر ۱۹۶۱) کماندار اهل فرانسه بود.